# Монпарнас

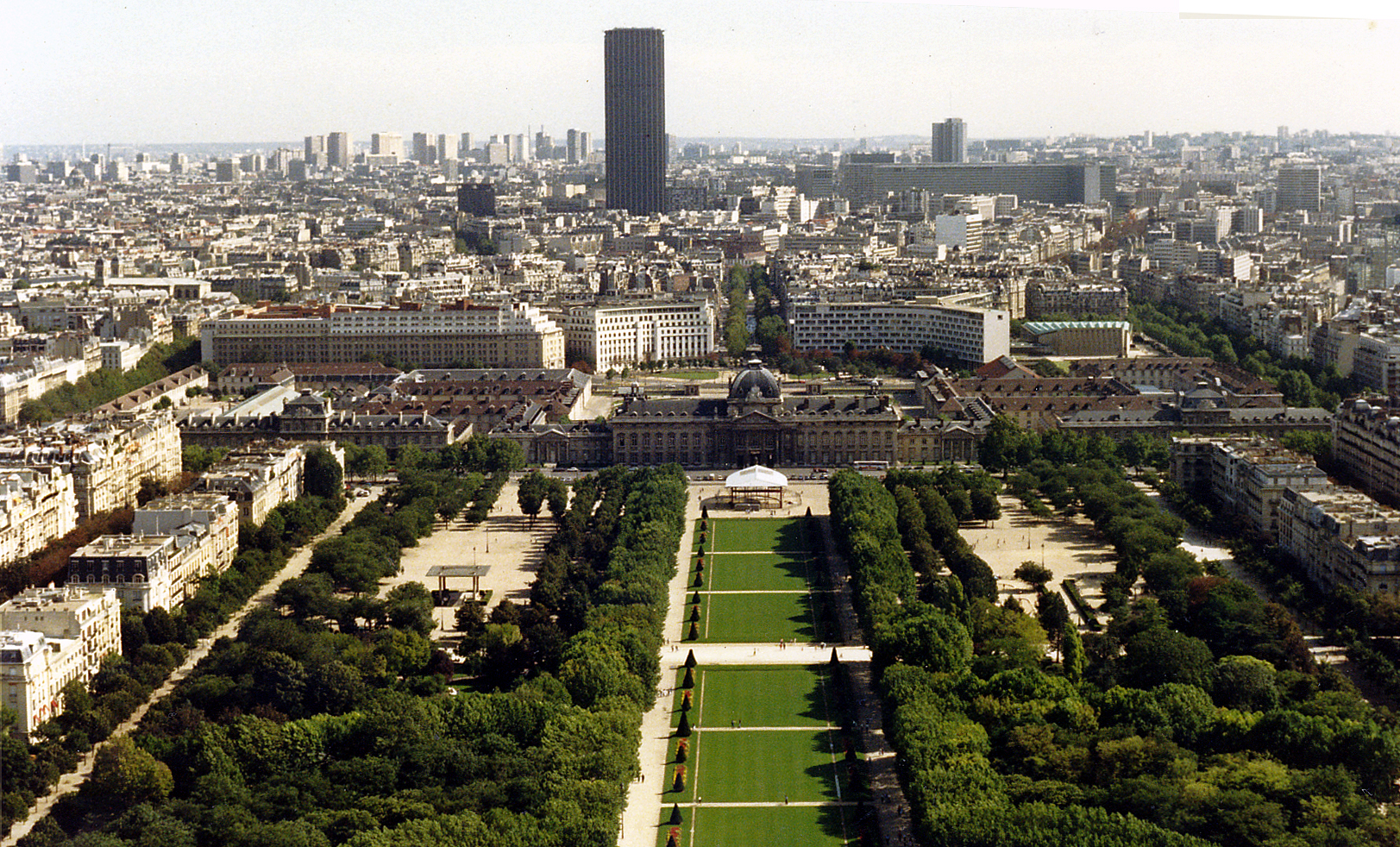
Вид на Монпарнас з Ейфелевої вежі

Монпарнас (фр. Montparnasse), досл. «гора Парнас») — район на півдні Парижа, на лівому березі Сени. Як і решта кварталів на околиці Парижа, він ввійшов до складу міста лише 1 січня 1860 року і дав назву 43-му кварталу, який є частиною XIV паризького адміністративного округу. Район, який у наш час заведено називати Монпарнас, виходить далеко за межі адміністративного кварталу.
Назву Монпарнас йому дали насмішники-студенти XVII століття.

## Історія
Для будівництва бульвару Монпарнас (Boulevard du Montparnasse) в 1760 році було потрібно вирівнювання пагорба. У роки Французької революції тут відкрилося безліч танцювальних залів і кабаре.
Квартал Монпарнас став популярним на початку 20-го століття під час так званих Années folles, коли тут в легендарних кафе і забігайлівках почала збиратися вся творча інтелігенція. На початку 20-го століття сюди приїжджали письменники, скульптори, художники, поети і музиканти з усього світу, щоб знайти собі дешеву квартиру чи кімнату.
У той час, як бідна творча діаспора боролася за своє існування, багаті американці, такі як Пеггі Гуггенхайм, Гаррі Кросбі та Едіт Уортон, приїжджали на Монпарнас, щоб зарядитися творчою атмосферою кварталу. Молодий мільйонер Кросбі заснував у 1927 разом зі своєю дружиною відоме видавництво «Блек Сан Прес» і видавав книги Д. Г. Лоуренса, Ернеста Хемінгуея, Харта Крейна та інших.

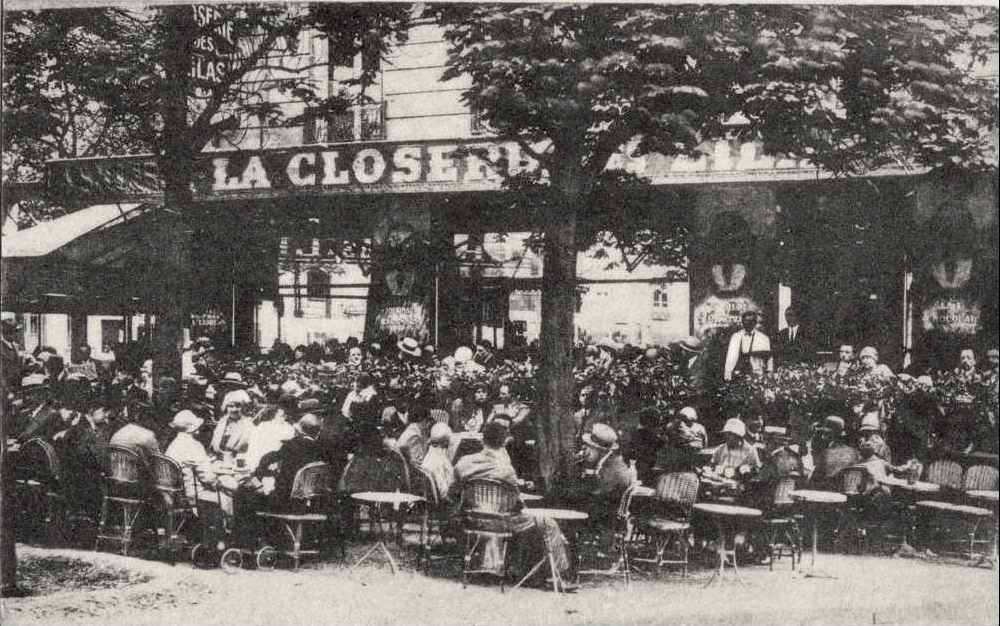
Кафе Клозрі де Ліла, 1909

Поет Макс Жакоб сказав якось, він приїхав на Монпарнас, «аби тут грішити». Марк Шагал висловився більш стримано: «Я хотів побачити на власні очі те, про що я стільки чув. Ця революція для очей, ротація квітів, які раптом несподівано змішуються з іншими квітами і перетворюються на потік ліній. У моєму місті такого не було.»
Не тільки діячі мистецтва поселялися в кварталі, але і вимушені політичні емігранти, наприклад, Симон Петлюра, Лев Троцький.
У ході Другої світової війни художники та письменники були змушені покинути місто, оскільки багато хто з них були єврейського походження або біженцями. Багато з них були вбиті нацистами.
Відтоді Монпарнасові так і не вдалося досягти колишньої слави.

### Кафе і бари

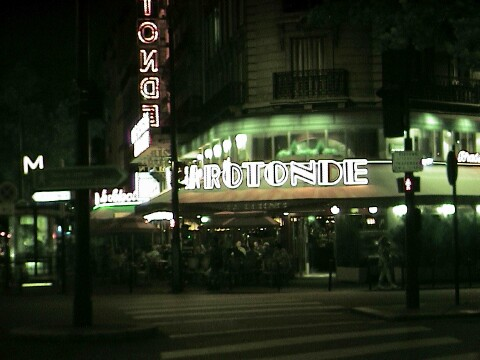
La Rotonde, 2002

Кафе та бари були улюбленими місцями зустрічей, де народжувалися і розвивалися нові ідеї. Центр життя Монпарнасу в той час знаходився навколо перехрестя Вавен (фр. carrefour Vavin), який у 2000 році перейменували на площу Пікассо. У великих кафе, що склали славу Монпарнасу, — Le Dôme, La Closerie des Lilas, La Rotonde, Le Select і La Coupole — можна було за невелику суму зарезервувати столик на всю ніч. Ці кафе існують і досьогодні, але призначені вже для більш заможніх людей.

## Культура і визначні місця

### Театр
Найбільша кількість театрів кварталу розташовується в околицях вулиці Ґете (Rue de la Gaité) і бульвару Едґар (Boulevard Edgar). Про « прекрасну епоху» нагадує розкішний фасад Театру Монпарнас (Théâtre Montparnasse), на першому поверсі якого знаходиться популярне бістро. На бульварі Едґар розташований Театр Пош (Théâtre de Poche), найменший театр Парижа.

### Музеї
Поруч з Вежею Монпарнас знаходиться Будинок-музей Бурделя з виставленими в ньому роботами Антуана Бурделя, який також дав ім'я вулиці, на якій проживав.
Музей Монпарнас, відкритий у 1998 році, фінансується мерією округу. У ньому представлені картини художників, любителів мистецтва і просто друзів кварталу. Влітку 2005 під час виставки Montparnasse déporté були виставлені роботи єврейських діячів мистецтва Монпарнас, яких переслідували нацисти.

### Будинки
Вартими уваги будівлями є Паризька обсерваторія, колишні митниці Клода-Нікола Леду (XVII століття) та катакомби, а також вежа Монпарнас з оглядовим майданчиком на висоті 209 м.

## Діячі мистецтва, що проживали на Монпарнасі

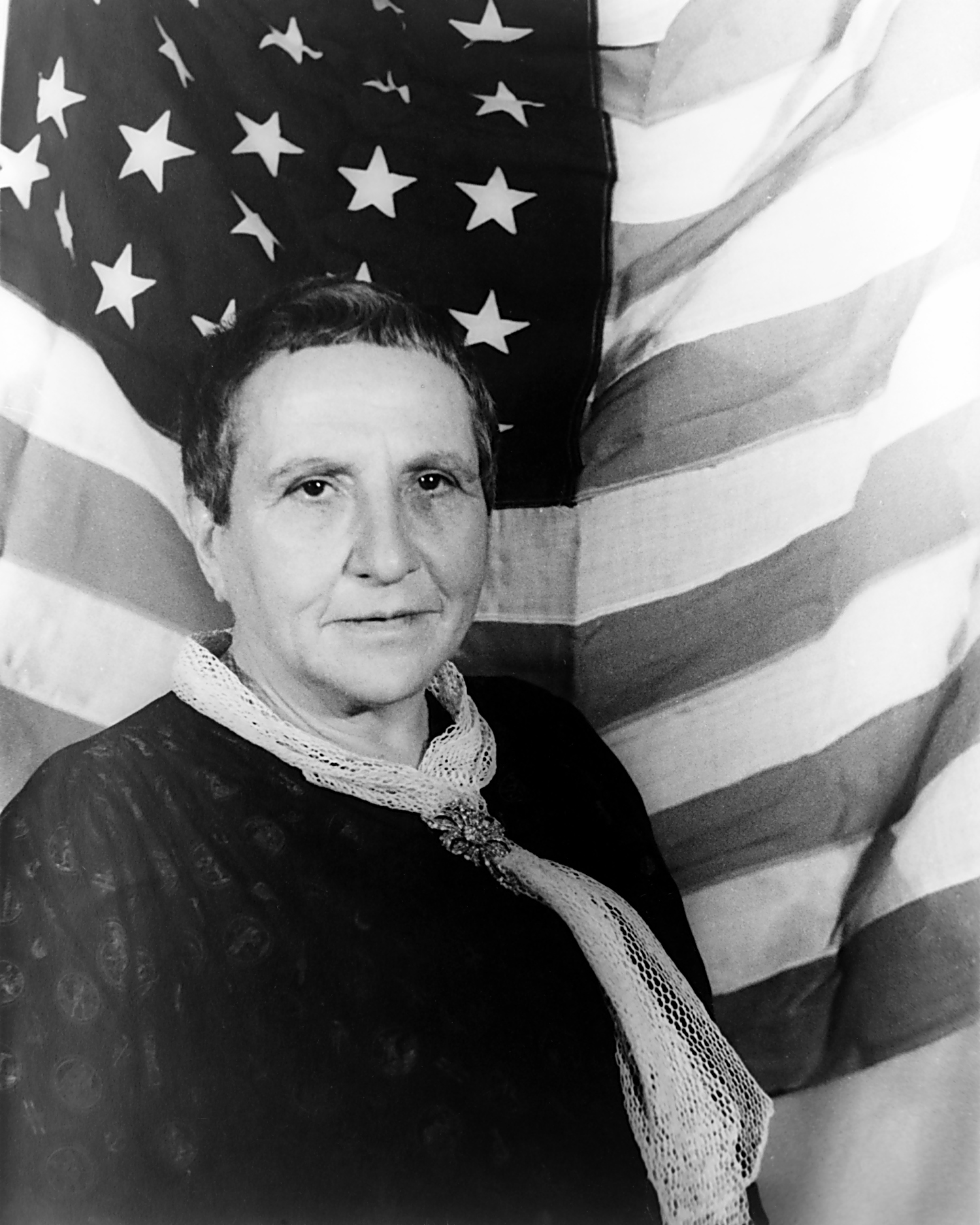
Гертруда Стайн, 1935

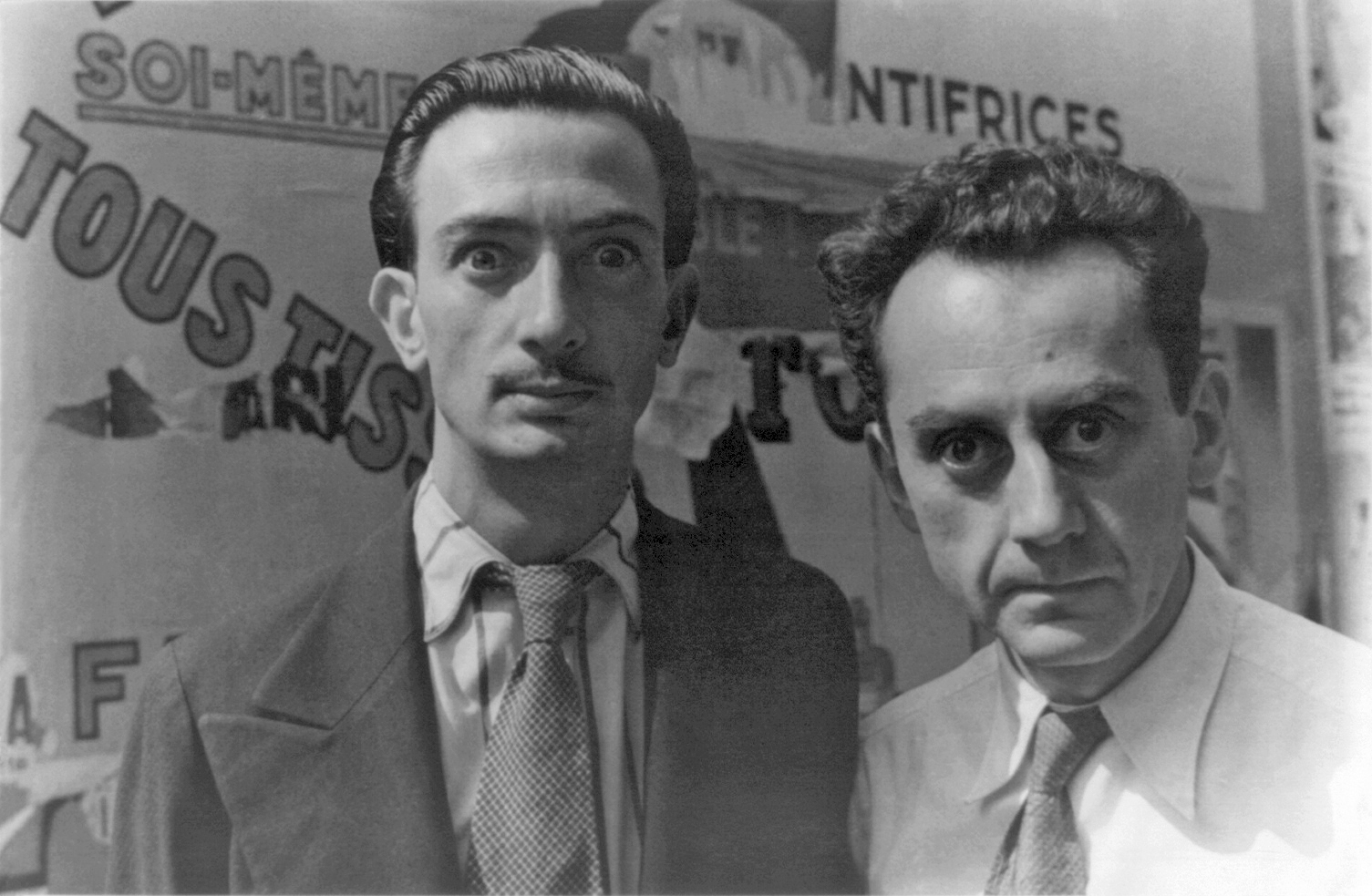
Сальвадор Далі та Ман Рей, 1934

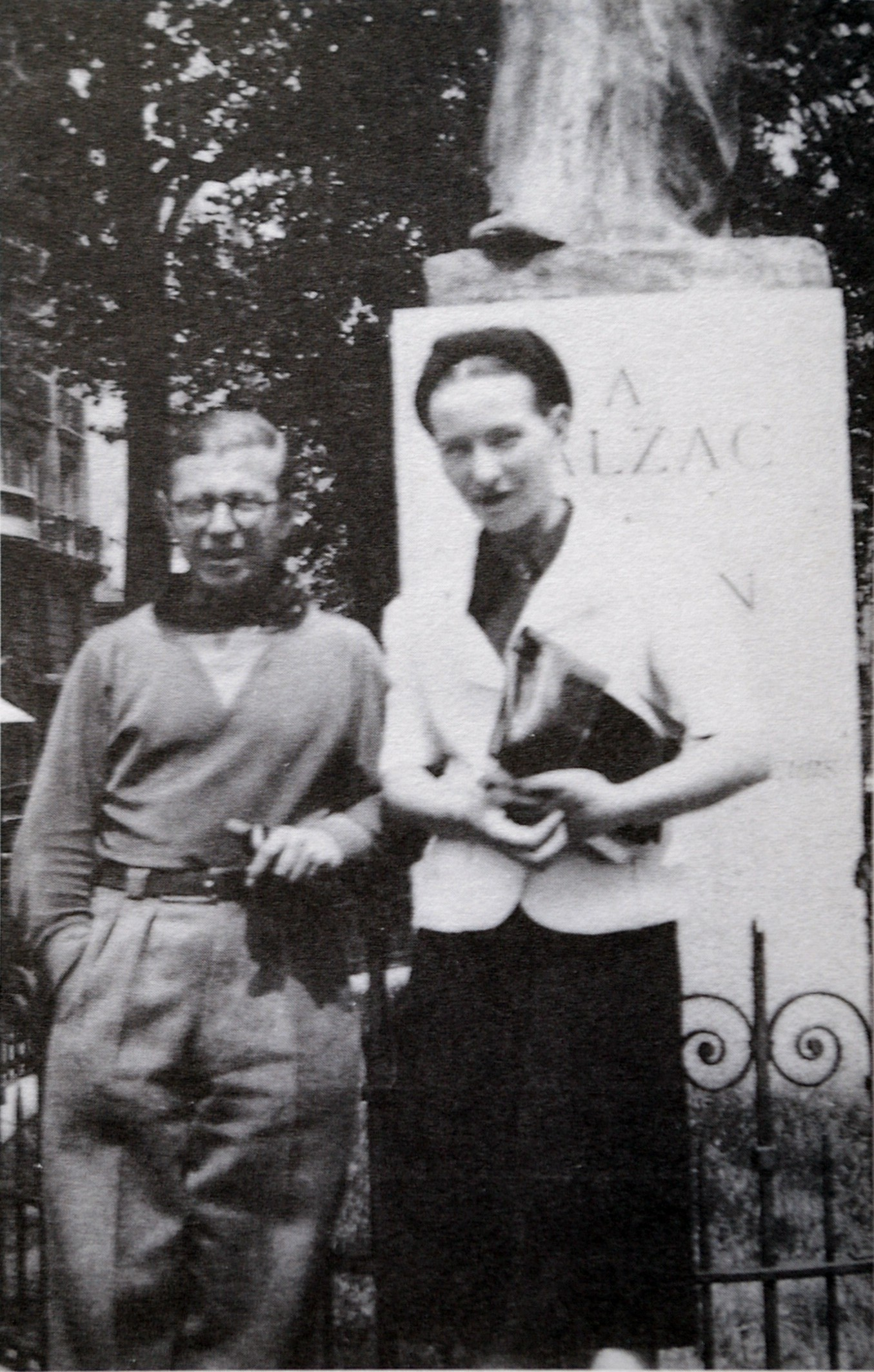
Жан-Поль Сартр та Сімона де Бовуар біля пам'ятника Бальзакові

- Гійом Аполлінер (1880—1918) — французький поет польського походження.
- Семюел Беккет (1906—1989) — ірландський письменник.
- Андре Бретон (1896—1966) — французький письменник і поет.
- Константин Бринкуш (1876—1957) — румунський і французький скульптор
- Хуан Гріс (1887—1927) — іспанський художник і скульптор, один з основоположників кубізму.
- Симона Де Бовуар (1908—1986) — французька письменниця, ідеолог феміністського руху.
- Альберто Джакометті (1901—1966) — швейцарський скульптор, живописець і графік.
- Марсель Дюшан (1887—1968) — французький та американський художник.
- Макс Жакоб (1876—1944) — французький поет і художник.
- Ман Рей — американський художник, фотограф і кінорежисероку
- Кассандр (Мурон Адольф) (1901—1968) — впливовий українсько-французький живописець, літограф, майстер рекламних плакатів і дизайнер шрифту.
- Каміль Клодель (1864—1943) — французька скульпторка і художниця-графік.
- Александр Колдер (1898—1976) — американський скульптор
- Андрій Михайлович Ланской (1902—1976) — російський живописець, графік.
- Фернан Леже (1881—1955) — французький живописець і скульптор
- Амедео Модільяні — італійський художник єврейського походження.
- Мойсей Кіслінг — французький художник.
- Генрі Міллер — американський письменник і художник.
- Жюль Паскін (1885—1930) — болгарський живописець і графік Паризької школи.
- Езра Луміс Паунд — американський поет.
- Пабло Пікассо — іспанський художник, скульптор, графік, кераміст і дизайнер
- Дієго Рівера — мексиканський живописець.
- Сальвадор Далі — іспанський художник, живописець, графік і скульптор
- Блез Сандрар — швейцарський та французький письменник.
- Жан-Поль Сартр — французький атеїстичний філософ, письменник, драматург і есеїст.
- Гертруда Стайн — американська письменниця і меценатка.
- Ернест Міллер Хемінгуей — американський письменник.
- Хоан Міро — каталанський живописець, скульптор і графік.
- Леон-Поль Фарг — французький поет і прозаїк.
- Цугухару Фудзіта — французький живописець і графік, виходець з Японії.
- Марк Шагал — білоруський і французький художник і поет єврейського походження.
- Ежен Йонеско — французький драматург румунського походження.